# گدیک
گدیک (به لاتین: Gədik) یک منطقه مسکونی در جمهوری آذربایجان است که در شهرستان قوبا واقع شده است.